# دباک
دباک (به لاتین: Debak) یک منطقهٔ مسکونی در مالزی است که در Betong Division واقع شده‌است.

## خصوصیات
دباک   ۱۰۲ متر بالاتر از سطح دریا واقع شده‌است.